# هنر تجاری

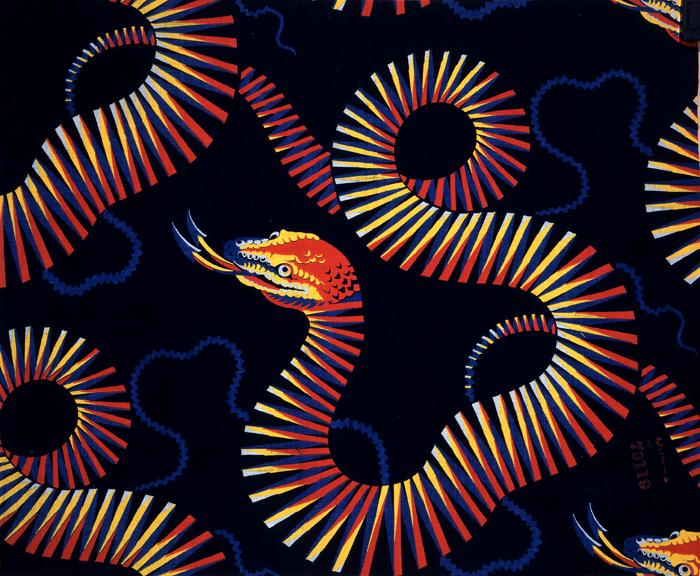
هنر طراحی بر روی پارچه (۱۸۸۷) برای فروش در بازارهای آفریقا

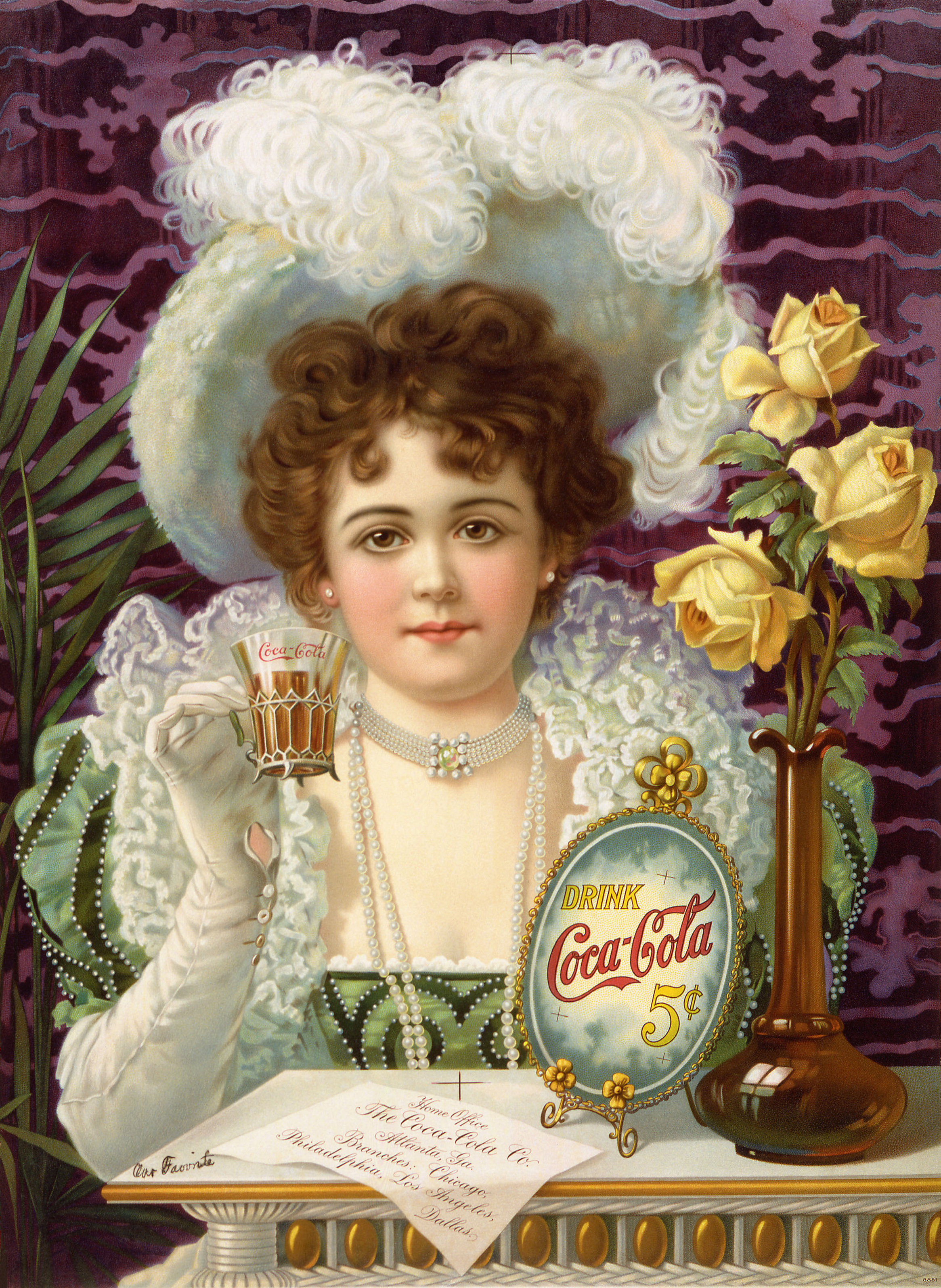
نقاشی آگهی و تبلیغ کوکاکولا در سال‌های ۱۸۹۰

هنر تجاری هنری است که پیرو با کاربری و مصارف تجاری باشد. به عنوان نمونه می‌توان از پوستر‌سازی برای تبلیغ، طراحی بسته‌بندی، طراحی برای کاغذ دیواری، تصویرسازی برای تقویم و مجله و غیره نام برد. این اصطلاح در معنای گسترده‌تر، طراحی داخلی، طراحی صنعتی، نقاشی و مجسمه‌سازی برای نیازهای بازار را نیز شامل می‌شود.

## انواع
- تصویرسازی
- هنر گرافیک
- طراحی صنعتی
- عکاسی
- نماهنگ
- پویانمایی
- طراحی مد
- طراحی داخلی
- هنر رایانه‌ای
- آگهی تلویزیونی
- طراحی گرافیک متحرک